# Dan-Axel Zagadou
Dan-Axel Zagadou, né le 3 juin 1999 à Créteil, est un footballeur français, qui évolue au poste de défenseur au VfB Stuttgart.

## Biographie

### Débuts et Formation
Dan-Axel Zagadou fait ses débuts de footballeur à l'US Créteil à l'âge de 7 ans. Il rejoint le Paris Saint-Germain en 2010 et y fait ses classes de la pré-formation jusqu'à la CFA. Il remporte notamment l’Alkass Cup (coupe du monde des clubs) au Qatar, finale gagnée aux tirs au but contre Sao Paulo FC (Brésil) et le championnat national U17 en 2016. Il fait partie du groupe finaliste de la Youth League en U19 lors de la même saison. Refusant de signer un contrat professionnel avec le club, il est peu utilisé lors de sa dernière année à Paris.

### Carrière en club

#### Borussia Dortmund (2017-2022)
Le 5 juin 2017 il signe son premier contrat professionnel, d'une durée de cinq ans, avec le Borussia Dortmund. Il joue son premier match officiel face au Bayern Munich en Supercoupe d'Allemagne. Titulaire au poste de latéral gauche, son équipe mène 2-1 lors de sa sortie à la 77e minute. Du banc, il verra les munichois égaliser à la 88e et remporter le match aux tirs au but. Il inscrit son premier but pour Dortmund le 28 octobre 2017 contre Hanovre 96, lors d'une rencontre perdue par son équipe sur le score de quatre buts à deux. A la fin de la saison 2021-2022 et régulièrement blessé le long de sa carrière outre-Rhin, Dan-Axel se voit non conservé par le club allemand.

#### VFB Stuttgart (2022-)
Libre depuis la fin de son contrat avec le Borussia Dortmund l'été dernier, il va retrouver la Bundesliga et signe pour 4 ans avec le VfB Stuttgart.

### Équipe de France
Régulièrement appelé dans les équipes de jeunes de la France à partir des U16 aux U20 Il est le capitaine de cette prometteuse génération 1999.
Il participe au championnat d'Europe des moins de 17 ans en 2016. Lors de cette compétition, il joue trois matchs : contre le Danemark, l'Angleterre, et la Suède (un nul, deux défaites).

## Statistiques
| Saison                | Club                  | Championnat           | Championnat | Championnat | Championnat | Coupe(s) nationale(s) | Coupe(s) nationale(s) | Coupe(s) nationale(s) | Supercoupe | Supercoupe | Supercoupe | Compétition(s) continentale(s) | Compétition(s) continentale(s) | Compétition(s) continentale(s) | Compétition(s) continentale(s) | Barrages | Barrages | Barrages | Total | Total | Total |
| Saison                | Club                  | Division              | M.          | B.          | P.d.        | M.                    | B.                    | P.d.                  | M.         | B.         | P.d.       | Comp.                          | M.                             | B.                             | P.d.                           | M.       | B.       | P.d.     | M.    | B.    | P.d.  |
| 2017-2018             | Borussia Dortmund     | Bundesliga            | 11          | 1           | 0           | 1                     | 0                     | 0                     | 1          | 0          | 0          | C1+C3                          | 2+1                            | 0+0                            | 0+0                            | -        | -        | -        | 16    | 1     | 0     |
| 2018-2019             | Borussia Dortmund     | Bundesliga            | 17          | 2           | 0           | 1                     | 0                     | 0                     | -          | -          | -          | C1                             | 4                              | 0                              | 0                              | -        | -        | -        | 22    | 2     | 0     |
| 2019-2020             | Borussia Dortmund     | Bundesliga            | 15          | 1           | 1           | 2                     | 0                     | 0                     | 0          | 0          | 0          | C1                             | 5                              | 0                              | 0                              | -        | -        | -        | 22    | 1     | 1     |
| 2020-2021             | Borussia Dortmund     | Bundesliga            | 9           | 0           | 0           | 2                     | 0                     | 0                     | -          | -          | -          | C1                             | 2                              | 0                              | 0                              | -        | -        | -        | 13    | 0     | 0     |
| 2021-2022             | Borussia Dortmund     | Bundesliga            | 15          | 0           | 0           | 1                     | 0                     | 0                     | -          | -          | -          | C1+C3                          | 2+1                            | 0                              | 0                              | -        | -        | -        | 19    | 0     | 0     |
| Sous-total            | Sous-total            | Sous-total            | 67          | 4           | 1           | 7                     | 0                     | 0                     | 1          | 0          | 0          | -                              | 17                             | 0                              | 0                              | -        | -        | -        | 92    | 4     | 1     |
| 2022-2023             | VfB Stuttgart         | Bundesliga            | 18          | 0           | 0           | 1                     | 0                     | 0                     | -          | -          | -          | -                              | -                              | -                              | -                              | 1        | 0        | 0        | 20    | 0     | 0     |
| 2023-2024             | VfB Stuttgart         | Bundesliga            | 19          | 1           | 0           | 3                     | 0                     | 0                     | -          | -          | -          | -                              | -                              | -                              | -                              | -        | -        | -        | 22    | 1     | 0     |
| 2024-2025             | VfB Stuttgart         | Bundesliga            | 2           | 0           | 0           | 0                     | 0                     | 0                     | -          | -          | -          | C1                             | 1                              | 0                              | 0                              | -        | -        | -        | 3     | 0     | 0     |
| Sous-total            | Sous-total            | Sous-total            | 39          | 1           | 0           | 4                     | 0                     | 0                     | 0          | 0          | 0          | -                              | 1                              | 0                              | 0                              | 1        | 0        | 0        | 45    | 1     | 0     |
| Total sur la carrière | Total sur la carrière | Total sur la carrière | 106         | 5           | 1           | 11                    | 0                     | 0                     | 1          | 0          | 0          | -                              | 18                             | 0                              | 0                              | 1        | 0        | 0        | 137   | 5     | 1     |

## Palmarès

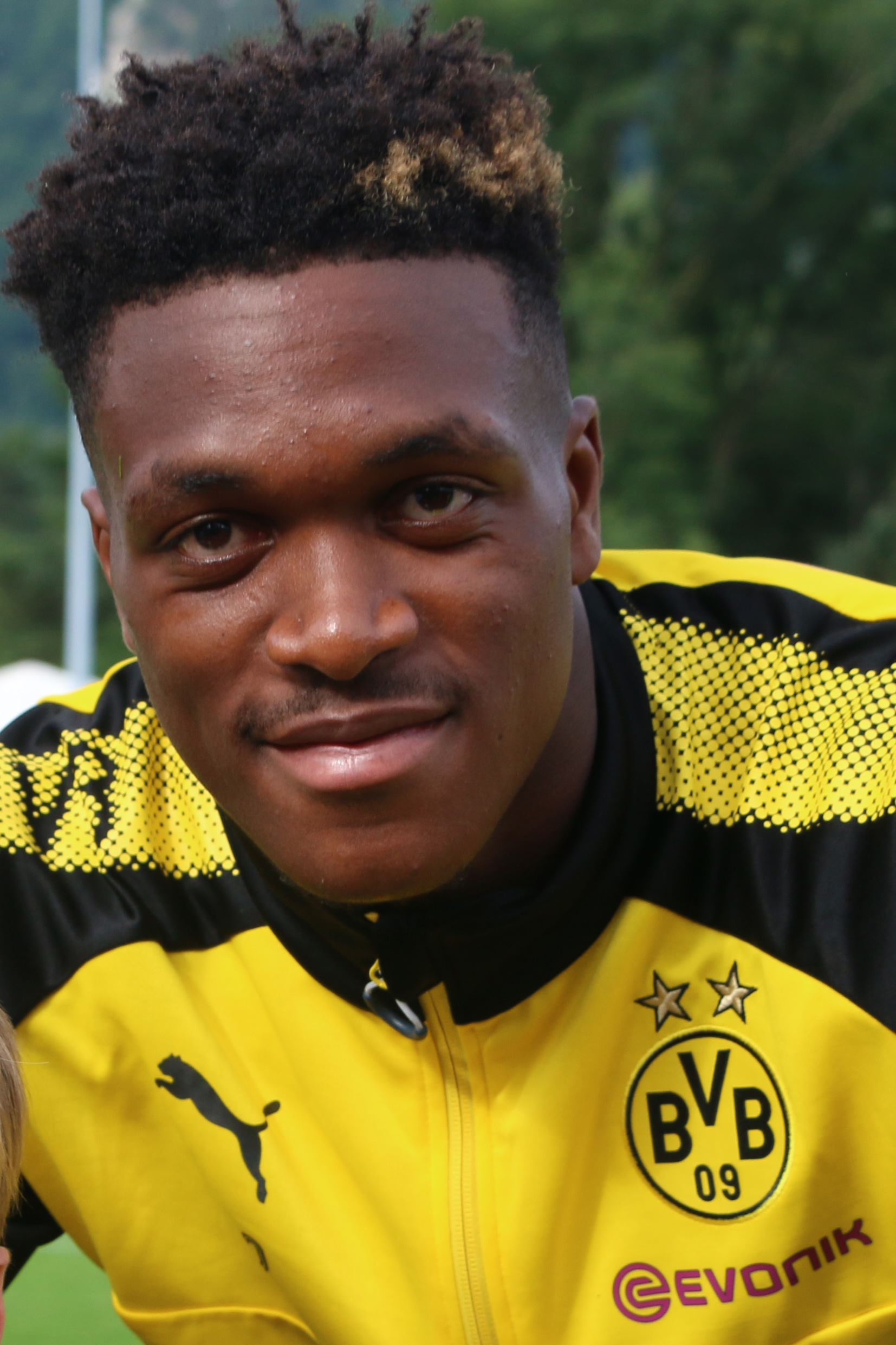
Dan-Axel Zagadou avec le Borussia Dortmund en 2017

### En club
Borussia Dortmund
- Championnat d'Allemagne :
  - Vice-champion : 2019, 2020 et 2022
- Coupe d'Allemagne :
  - Vainqueur : 2021
- Supercoupe d'Allemagne :
  - Finaliste : 2017